# 遠東博物館

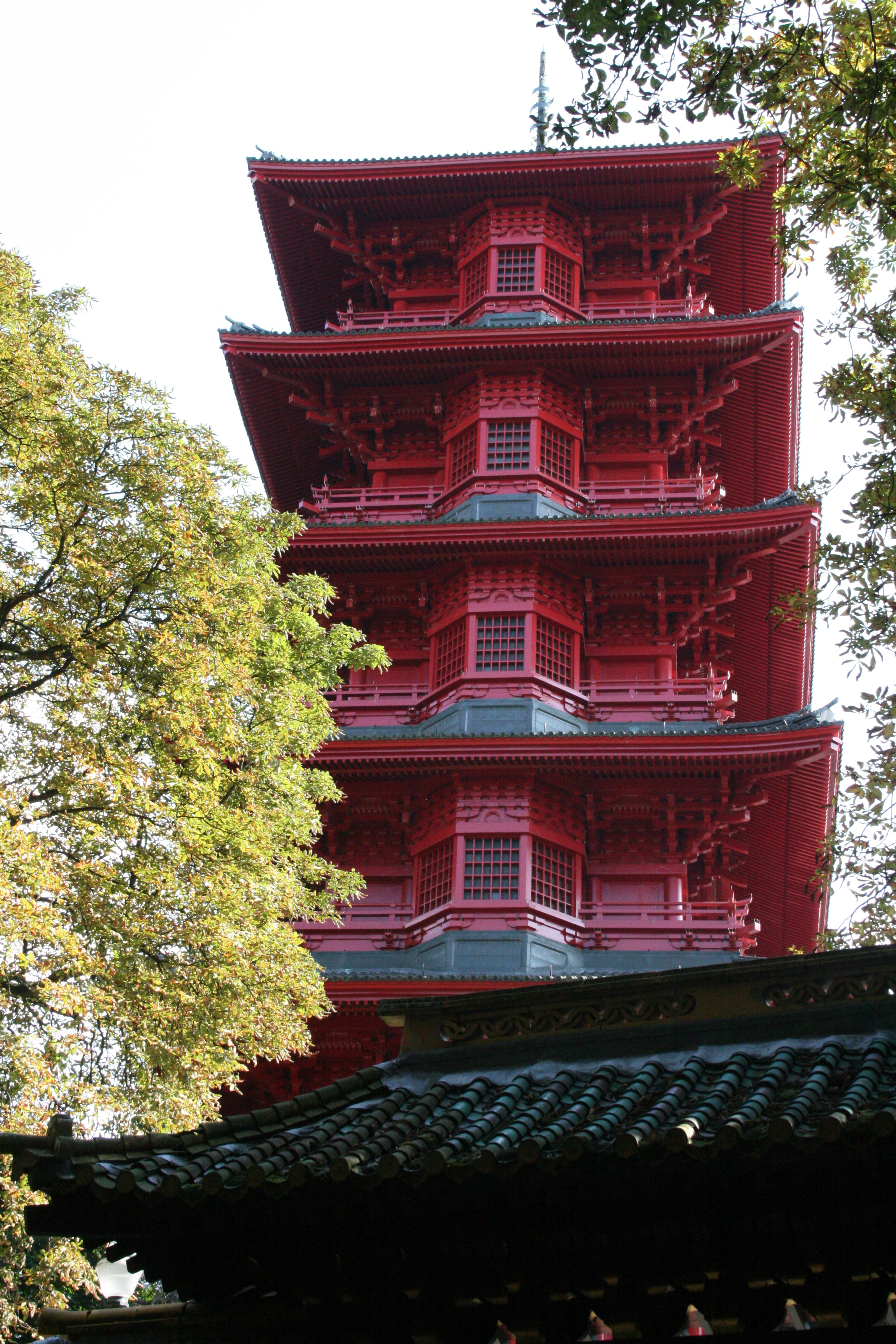
博物馆内的日式五重塔

遠東博物館（荷蘭語：Brusselse Musea van het Verre Oosten）是位於比利時布魯塞爾拉肯地區的一座博物館，展示日本和中國的工藝品，也是比利時皇家艺术与历史博物馆的一部分。博物館創建於1904年，1905年起正式对外开放，擁有法國人建築師設計的日式五重塔和中國式寺廟。博物馆自2013年起因建筑安全原因需要闭馆整修，停止开放。